# The Fooo Conspiracy
The Fooo Conspiracy je švédská popová chlapecká skupina. Její členové se dali dohromady roku 2012, ale oficiálně byla skupina založena roku 2013. Členy jsou Oscar Enestad, Felix Sandman, Omar Rudberg a Oscar Molander (též známý jako Ogge nebo Olly).

## Členové
- Oscar Johan Ingvar Enestad – narozen 21. února 1997
- Oscar Hans Olof Molander – narozen 24. února 1997
- Felix Karl Wilhelm Sandman – narozen 25. října 1998
- Omar Josue Rudberg – narozen 12. listopadu 1998

## Hudební život
Jejich první singl „Build a Girl“ byl vydán roku 2013 a dosáhl čísla 41 v Sverigetopplistan. Kapela se proslavila po koncertu Justina Biebera. Justin Bieber a jeho manažer viděli videoklip od kapely na YouTube. Justin si je oblíbil a proto se kapely zeptal zda by nechtěla být předskokanem na jeho koncertu v Globenu (duben 2013). Kapela souhlasila. Vyhráli také švédské Grammy Inovátor roku. Jejich debutové studiové album Off the Grid trumflo oficiální švédská alba v jeho prvním týdnu vydání 2. dubna 2014.